# Галерија Дома Војске Србије
| Галерија Дома Војске Србије                          |                                                      |
|                                                      |                                                      |
| Улаз у Галерију у приземљу Зграда Дома Војске Србије |                                                      |
| Врста:                                               | Државна установа                                     |
| Основана:                                            | 1945.                                                |
| Седиште:                                             | Браће Југовића 19 Београд                            |
| Структура:                                           | - Велика Галерија - Мала Галерија - Уметничка збирка |
| Веб презентација                                     | Медија центар „Одбрана”                              |

Галерија Дома Војске Србије једна је од од организационих јединица у саставу Медија центра „Одбрана” специјализоване војна установе Управе за односе са јавношћу Министарства одбране Републике Србије која се поред сакупљања и чување предмета ликовне уметности, који су у власништву Војске Србије, бави и организовањем изложби из области уметности, науке и културе, издавањем публикација, организовањем предавања, концерата, промоција, стручних скупова итд.
Саставни део Галерије, поред изложбених салона, чине и уметничка дела сакупљена од њеног оснивања 1945. године, а затим током њеног деловања, са подручја некадашње Југославије. Колекцију углавном чине откупљена дела и поклони уметника који су некада излагали у Дому Војске или који су учествовали у ликовним колонијама у организацији ове установе.
Од свог оснивања (за више од пола века), Галерија је организовала преко 500 самосталних и колективних изложби, од великог значаја за националну културу у најширем смислу, из области ликовних уметности и других области културе. Само у протеклих пет година галерију је посетило више од 300.000 посетилаца, што је сврстава у ред најпосећенијих у Београду и Србији.
Радно време Изложбених салона Галерије, је радним данима и суботом, од 11 до 19 часова, изузев Божића, Ускрса и државних празника, када Галерија не ради.

## Положај и смештај
Положај
Галерија Дома Војске Србије налази се у старој четврти Београда у улици Браће Југовића 19. у палати некадашњег Ратничког дома у Београду, монументалном здању, проглашена за културно добро, у коме је данас смештен Дом Војске Србије, и која својим изгледом и положајем доминира центром Београда и једном од најлепших тргова.
Локација објекта је у најпрометнијој пешачкој зони Београда, и древне Скадарлије између Народног позоришта, Дома младих, више музеја, факултета, библиотека, галерија и страних културних центара, што обезбеђује Галерији добру приступачност и сталну и велику посећеност.
Смештај
Галерија Дома Војске Србије смештена је у адаптираном делу палете Ратнички дом, изграђене 1939. године. Сам простор је наменски како за изложбене делатности тако и за чување уметничких дела.
Велики број уметаничких дела који је од оснивања Галерије смештени у бројним просторијама, холовима и свечаној сали Дома Војске, као саставни део њеног ентеријера, послужио је касније као основа за оснивање Уметничке збирке Галерије.
Галерија располаже са два изложбена простора (мала и велика галерија), како за потребе изложбене делатности, делимично или у целини, тако и за повремено излагање дела из Уметничке збирке и одржавање концерата, предавања итд.

## Историја
Излагачку делатност Галерије Дома Војске Србије започела је давне 1945. године, одмах по завршетку Другог светског рата, на иницијативу Бранка Шотре, познатог ликовног ствараоца и оснивача Факултета примењене уметности у Београду, у том периоду првог послератног руководиоца Дома Војске. Од те године у Галерији је организовано више од петсто изложби признатих домаћих и страних ликовних стваралаца, осам квадријенала на тему „НОБ у делима ликовних уметника” и више тематских изложби „Војска у делима ликовних уметника”.
Од 1953. године изложбе се организују у галеријском простору који је данас познат као Велика галерија, а од 2011. године и изложбеном простору под називом Мала галерија, у којој се реализују пратећи програми изложби у Великој галерији, ауторске и колективне изложбе ликовних стваралаца и изложбе фотографија из архиве Медија центра „Одбрана“.
Галерија данас, према излагачким концепту, који се примењује од 2011. године, све више организују репрезентативне изложбе у сарадњи са музејима, галеријама, задужбинама, легатима и другим институцијама Србије. Изложбе су наишле на изванредан пријем ликовне публике и повратиле углед који је галерија некада имала.
Галерији је додељен Сретењски орден другог реда (2024).

## Уметничка збирка Галерије Дома Војске Србије
Збирку Галерије чини више од 1.500 ликовних дела уметника свих генерација са подручја бивше Југославије. У колекцији збирке пртећно се налазе деле својевремено откупљена и поклоњена од стране уметника који су својевремено излагали у Дому Војске или који су учествовали у ликовним колонијама у организацији ове установе.
Збирка се чува у депоу Галерије који је опремљен по савременим музеолошким стандардима. Делови збирке, изложени су у свечаним салонима Дома Војске Србије и посетиоци могу да их виде током постеа и манифестација нпр. „Ноћ музеја“ у којој Медија центар „Одбрана“ традиционално учествује са богатим програмом.
Збирку чини значајном неколико остварења насталих током прве половине 20. века, као што су слике Љубе Ивановића, Влаха Буковца, Саве Шумановића и Марина Тартаље, мада ништа мање нису вредна и дела српских и југословенских уметника настала после Другог светског рата, па све до распада Југославије, која чине највећи део збирке. Међу послератним сликарима најзначајнија су дела Мила Милуновића, Косте Хакмана, Петра Лубарде, Јована Бијелића, Љубе Бабића, Зоре Петровић, Крсте Хегедушића, Милана Коњовића, Пеђе Милосављевића, Миће Поповића, Љубице Цуце Сокић, Сретена Стојановића и других прослављених ликовних уметника. Уметничку збирку Дома Војске Србије чини и више стотина графичких радова.
Многа дела из уметничке збирке, која се чувају у депоима Галерије никада нису излагана јавности и „представљају непознаницу чак и за историчаре уметности.” Након стручне обраде слика започете у другој деценији 21. века, и израде каталога збирке, ће бити представљена љубитељима ликовне уметности и стручној јавности.

## Изложбе
Представљање галерија, музеја, збирки, колекција и архива Србије
У другој деценији 21. века на изложбама у Галерији представиле су се следеће установе културе и ликовних уметности са простора Србије:
| Галерије                                     | Музеји                                                           | Архиви                            | Задужбине, колекције и остало           |
| -------------------------------------------- | ---------------------------------------------------------------- | --------------------------------- | --------------------------------------- |
| Галерија слика „Сава Шумановић” Шид          | Војни музеј Београд                                              | Војни архив Београд               | Задужбина „Момчило Момо Капор”          |
| Галерија Матице српске Нови Сад              | Историјски музеј Србије                                          | Историјски архив Пожаревац        | Спомен-збирка Павла Бељанског Нови Сад, |
| Уметничка галерија „Надежда Петровић“ Чачак  | Градски музеј Вршац                                              | Историјски архив Града Новог Сада | Културни центар Нови Пазар              |
| Модерна галерија Центра за културу Лазаревац | Градски музеј Суботице                                           |                                   | Дом Јеврема Грујића                     |
|                                              | Музеј наивне и маргиналне уметности Јагодина                     |                                   | Колекционар Драгољуб Милићевић          |
|                                              | Музеј наивне уметности „Илијанум“                                |                                   | Колекционар Ђура Поповић                |
|                                              | Народни музеји из Зрењанина, Ниша, Пожаревца, Крушевца, Прокупља |                                   |                                         |

Изложбе
| Година | Назив изложбе |
| ------ | --- |
| 2017.  | - Живописна изложба - Слика грађанског друштва—портрети Анастаса Јовановића - Београд—град у коме стварам - Светлост, сенке и одсјаји - Векови Бача - Играле се делије - Новосадска таписеријска сцена - Српска африкијада 1916—1919 - Jавор Рашајски - Цртежи - Омаж Милану Комненићу — У одбрану слике - Српкиња — Хероина Великог рата - Momo, par lui meme - Moj Београд - Уметници академци из колекције Павла Бељанског - 45 паклених ноћи над Београдом - Скулптура у служби историје - Митрополит Јосиф Цвијовић – Духовник и ратник - Избор из Збирке Дома Војске Србије - Тихи и неприметни |
| 2016.  | - Вера, љубав, нада - Бомбардовање Универзитета у Београду 1914. - Представе човека: ремек дела српског модернизама из збирке Народног музеја из Смедеревске Паланке - Kарл Кораб - Војвода Петар Бојовић- знамења славе и части - Сопоћанска виђења - Сусрети - Кроз Киншасу - Нато агресија 1999- Да се не заборави - Драгутин Гавриловић- мајор са чином пуковника - Дијалог две збирке - Деца су украс света, цвеће је украс баште - Војска у вашем објективу - Хлеб у Великом рату - Мајстор за аутомобиле и људске душе - Србија и Пожаревац у Другом светском рату 1941-1944 - окупациона управа, избеглице, просвета - Лице војске - Српска православна црква и руска емиграција (1920-1940) - Пејзаж од средине 20. до почетка 21. века, од идиле до апокалипсе - Ваљево 1914-1915, град болница - Kaд су женскиње постале грађанке - Павле Бељански - пријатељ уметника: Олга Богдановић - Виталови сунцокрети - Хиландар- у сусрет Светом Сави - Таленат и осећајност - Сведочанство деценије |
| 2015.  | - Први светски рат у очима уметника - Зима - Надежда Петровић- 100 година од права на вечни помен - Наредник Олив Келсо Кинг- Аустралијанка у српској војсци - Мач и перо-Живко Г. Павловић-генерал и академик - Ликовна колонија Сићево 1964-1969. - Нада Новаковић (1915-1993) - Биографија једног потписа - Београд за сва времена - Уметност у духовном егзилу - Будимо часни потомци да бисмо били достојни преци - Мале приче из Великог рата - Социјална уметност и социјалистички реализам - Рана хришћанска уметност - мозаик, иконе и фреске - Момо Капор у атељеу - Војно свештенство у ослободилачким ратовима Србије (1804-1918) - У светлости Милене - Под војвођанским небом Ивана Радовића - Злочини Вермахта у Србији за време Другог светског рата - Исповести југословенске модерне |
| 2014.  | - У славу и част отаџбине - Игром до задовољства - Драган Стојков - Сликар равнотеже, ретроспектив - Корак победника - Седам уметника: паралеле сликарства и таписерије - Сећање-туга и лепота (ауторска изложба посвећена Милунки Савић и Надежди Петровић) - Даница Јовановић 1886-1914 - За сећање - Србија у Великом рату - Косовска битка са оствром на историјску улогу браће Мусић - 3 Д карикатуре - Фантастични свет Илије Башићевића Босиља - Читање линије - Топлички гвоздени пук Књаз Михаило - Грчка у свести и срцу српских сликара - Равнотежа знакова-Милош Бабић - Скривено благо Дома Јеврема Грујића - Војска Србије - Огледало времена |
| 2013.  | - 66 година традиције - 16. бијенале наивне и маргиналне уметности - Иво Етеровић: 1958-1961 - Поклоњење озорју - Милиунка Савић, хероина Великог рата - Велика Иза Влаха Буковца - Стогодишњица балканских и Првог светског рата - Слобода контролисаних боја - 250 година Шајкашког батаљона - 100 дела из колекције Ђуре Поповића - Мандорла једне иконе - Јунаштвом у славу - Надежда Петровић: с обе стране објектива - Момо Капор - успомене једног цртача - Сопоћанска виђења 2012. - Аквизиције Галерије Матице српске 2001-2011. |
| 2012.  | - Понос и храброст - 1912. - Спомен-збирка Миодрага Марковића - Карикатуре у рату 1941-1945. - Блиско срцу - Портрети - Огледало времена, време лица - Пред починак - Душан Јевтовић - Живот је славље - Успомене из војске - Легат Лепосаве Лепе Перовић - Наша крила |